# Kevin Curren
Kevin Melvyn Curren (født 2. marts 1958 i Durban, Sydafrika) er en tidligere sydafrikansk tennisspiller, der var professionel fra 1979 til 1993. Han vandt igennem sin karriere 5 single- og 26 doubletitler, og hans højeste placering på ATP's verdensrangliste var en 5. plads, som han opnåede i juli 1985.

## Grand Slam
Currens bedste Grand Slam-resultater i singlerækkerne er to finalepladser, der kom ved henholdsvis Australian Open i 1984 og Wimbledon i 1985. Ved Australian Open-finalen tabte han i 4 sæt til svenske Mats Wilander, og ved Wimbledon var det Boris Becker fra Tyskland, der besejrede Curren.

## Eksterne links
- ATP Tour – Player info – Kevin Curren Arkiveret 23. februar 2006 hos  Wayback Machine (engelsk)
- Kevin Currens opslag i Munzinger Sportsarchiv (tysk)
- Kevin Currens profil hos ATP World Tour (engelsk)
- Kevin Currens profil hos ITF Tennis (engelsk)
- Kevin Currens profil hos ITF Tennis (engelsk)